# Dmitrij Ušakov (accademico)
Dmitrij Nikolaevič Ušakov (in russo Дми́трий Никола́евич Ушако́в?; Mosca, 24 gennaio 1873 – Tashkent, 17 aprile 1942) è stato un filologo e lessicografo russo.
È stato il creatore e redattore capo (1935-1940) del Dizionario esplicativo della lingua russa in 4 volumi con oltre 90 000 voci. Fu anche il creatore di un dizionario ortografico della lingua russa (1934).
Il suo studente Grigorij Vinokur gli ha dedicato il libro La lingua russa: una breve storia.
Ušakov morì a Tashkent, dove fu evacuato durante la seconda guerra mondiale. Il suo lavoro su un dizionario esplicativo definitivo della lingua russa è stato continuato da Sergej Ožegov.